# 白土暴动遗址
白土暴动遗址，又名白土暴动旧址，位於中華人民共和國福建省龙岩市新羅區東肖街道的後田村犀牛塘排，是1928年中共闽西特委发动“白土暴动”的活动遗迹，今辟为烈士陵园、革命纪念地，1979年9月入选龙岩县第一批县级文物保护单位。:782

## 历史
中国共产党在龙岩县的活动可追溯至民国15年（1926年）的北伐战争时期。民国16年（1927年），当地的中国国民党发动清党运动导致国共合作破裂后，龙岩县的中共党组织和農會转入地下运作。同年年底，根据中共中央召开的八七会议指示，当地的中共党组织领导人罗怀盛、邓子恢、郭滴人等开始在龙岩东肖等地发动农民、锻造武器，以准备武装暴动。民国17年（1928年）3月4日，中共龙岩临时县委领导人在东肖发动“后田暴动”，组建了中共在闽西的首个武装游击队。:469
1928年8月6日，中共党组织在白土乡（今遗址所在地）将龙岩县游击队、上杭县北四区暴动队和永定文溪暴动队等游击队集中起来，向龙岩县城发动攻击，史称“白土暴动”。然而，游击队的左路进军至西山村时遭到了来自民团的伏击，导致左路军队溃散而去，右路也因兵力不足而被迫撤退，此次暴动最终未能攻克龙岩县城。翌年6月，中共龙岩县委和红四军最终攻克龙岩县城，建立苏维埃政权，隶属于闽西苏维埃政府。:469-470，770
民国27年（1938年）3月1日，已改编为新四军第二支队的中国共产党军队在白土暴动遗址集结，北上皖南地区参加抗日战争:770。1979年9月，龙岩县革命委员会将白土暴动遗址公布为首批县级文物保护单位:782。1990年，龙岩市（县级）人民政府在白土暴动发生地犀牛排建立“白土暴动旧址——东肖犀牛排”的黑色大理石碑记，1993年，当地党委、政府出资在白土暴动遗址修建“龙岩东肖革命烈士纪念碑广场”，又称作“东肖红场”，以纪念当地参加中国共产党而牺牲的革命烈士。

## 建筑
白土暴动遗址原为占地1.2万平方米的广场，现存约5000平方米，当地党委建设的纪念碑和广场占地2400平方米，广场正中为烈士纪念碑，大理石材质，高11米，南侧刻有“国民革命军陆军新编第四军第二支队”字样，北侧刻有“中国工农红军龙岩县东肖游击队”字样，正中为中华人民共和国前全国人大副委员长陈丕显题写的“龙岩东肖革命烈士纪念碑”字样。碑座呈八角形，碑身呈旗状，碑座刻有邓子恢、张鼎丞、杨成武等前中共领导人的题字。广场北侧建有土木结构的戏台。